# Hästvikgrundet
Hästvikgrundet är en ö i Finland. Den ligger i sjön Gennarbyviken och i kommunen Raseborg i den ekonomiska regionen  Raseborg  och landskapet Nyland, i den södra delen av landet, 100 km väster om huvudstaden Helsingfors. Öns area är 0,2 hektar och dess största längd är 70 meter i nord-sydlig riktning.